# فيروس كورونا غاما
فيروسات كورونا غاما (بالإنجليزية: Gammacoronavirus )‏ (غاما-كوف) هي أحد أربع أجناسٍ (ألفا، بيتا، غاما، دلتا) من العائلة الفرعية (فُصيلة) فيروسات كورونا المنحدرة من عائلة الفيروسات التاجية. وهي فيروسات رنا مغلفة، موجبة الاتجاه، مفردة السلسلة، ذات منشأ وأصل حيواني. تصيب فيروسات كورونا كلا من الحيوانات والبشر.
ينحدر جنسا ألفا وبيتا من الترتيب الجينومي للفيروسات التي تصيب الخفاش، أما الجنسان غاما ودلتا فهما منحدران من الترتيب الجينومي الذي يصيب الطيور والخنازير. غاما كوف المعروف كذلك بفيروس كورونا المجموعة 3 هي فيروسات كورونا الطيرية.